# Bärstad

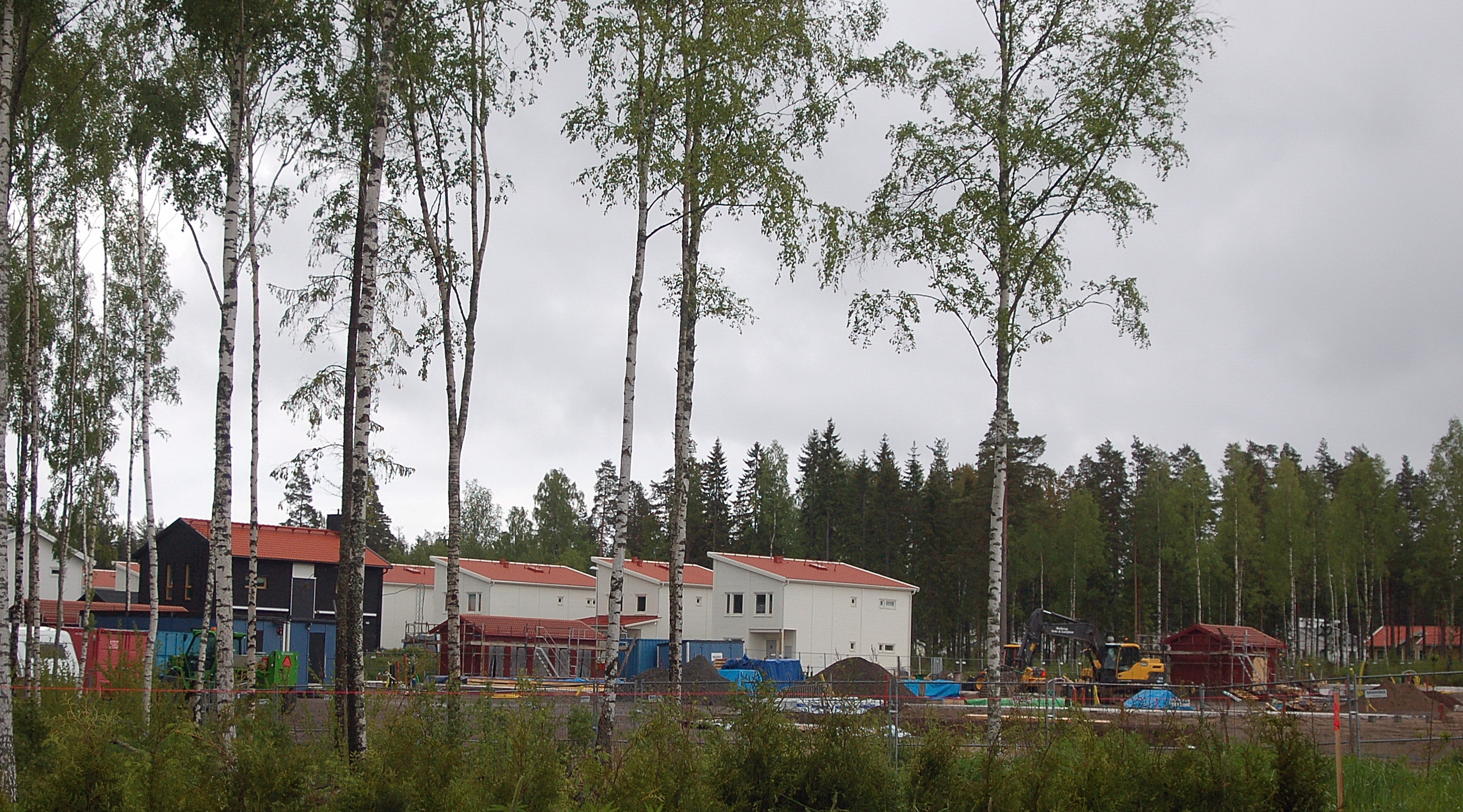
Bärstad, maj 2015.

Bärstad är ett bostadsområde på Hammarö i Hammarö kommun i Värmlands län. Bostadsområdet ligger öster om Lövnäs och söder om Tynäs. I norr begränsas området av Vänern och i söder av Lövnäsleden. I området finns mestadels villor men även en hel del bostadsrätter.
Bärstad saknar affärer men viss kommunal service finns i form av två förskolor och en F-6-skola. Det finns även en mindre båthamn för fritidsbåtar.
Den första etappen av Bärstad (idag västra Bärstad) gjordes runt 1984 då man byggde såväl fristående villor som bostadsrätter. Under senare år har område växt över till andra sidan av Tynäsvägen och kallas där östra Bärstad.
Under 2018 har arbetet med ett parkområde och strand påbörjats norr om Bärstad. Parkytan beräknas vara klar att användas hösten 2019. Området är under tiden avspärrat som byggområde.